# Systema Vegetabilium Florae Peruvianae et Chilensis
Systema Vegetabilium Florae Peruvianae et Chilensis (abreviado Syst. Veg. Fl. Peruv. Chil.) es un libro de botánica escrito por los botánicos españoles José Antonio Pavón y Jiménez e Hipólito Ruiz López. En él se describen los especímenes de plantas descubiertos de las floras de Perú  y  de Chile durante la expedición botánica al virreinato del Perú bajo el reinado de Carlos III de España de 1777 a 1788. El libro fue editado por Gabriel Sancha y publicado en 1798.